# Hecalus dubius
Hecalus dubius är en insektsart som beskrevs av Melichar 1904. Hecalus dubius ingår i släktet Hecalus och familjen dvärgstritar. Inga underarter finns listade i Catalogue of Life.